# Hydrophilinae
Hydrophilinae (лат.) — подсемейство жуков из семейства водолюбов.

## Описание
Жуки мелких и средних размеров, не превышающих 11 мм. Срединный отросток заднегруди не слит с отростком среднегруди и не продолжен между задними тазиками.

## Классификация
В составе подсемейства Hydrophilinae выделяют 61 род и 1852 вида. Крупнейшая триба Acidocerini включает 17 родов и 528 видов, а к трём крупнейшим родам относятся таксоны Berosus — 273 вида, Laccobius — 245 видов, Enochrus — 222 вида (по данным каталога на 2011 год).
- Acidocerini (17 родов / 528 видов) — Acidocerus (1), Agraphydrus (18), Chasmogenus (39), Cymbiodyta (29), Dieroxenus (1), Enochrella (3), Enochrus (222), Globulosis (1), Helochares (180), Helobata (11), Helocombus (1), Helopeltarium (1), Megagraphydrus (12), Peltochares (1), Quadriops (6), Tobochares (1), Troglochares (1).
- Anacaenini (6 родов / 256 видов) — Anacaena (111), Crenitis (41), Horelophus (1), Notohydrus (6), Notionotus (16), Paracymus (81), Phelea (1).
- Berosini (5 родов / 364 вида) — Allocotocerus (27), Berosus (273), Derallus (18), Hemiosus (36), Regimbartia (10).
- Chaetarthriini (8 родов / 92 вида) — Amphiops (20), Apurebium (1), Chaetarthria (49), Guyanobius (4), Hemisphaera (5), Micramphiops (1), Thysanarthria (10), Venezuelobium (2).
- Hydrobiusini (5 genera / 23 вида) — Hybogralius (1), Hydramara (1), Hydrobius (9), Limnocyclus (1), Limnoxenus (11).
- Hydrophilini (7 родов / 198 видов) — Brownephilus (2), Hydrobiomorpha (55), Hydrochara (23), Hydrophilus (48), Protistolophus (1), Sternolophus (9), Tropisternus (63).
- Laccobiini (8 родов / 367 видов) — Arabhydrus (1), Hydrophilomima (3), Laccobius (245), Oocyclus (48), Ophthalmocyclus (1), Pelthydrus (63), Scoliopsis (1), Tritonus (7).
- Sperchopsini (5 родов / 24 вида) — Ametor (5), Anticura (1), Cylomissus (1), Hydrocassis (16), Sperchopsis (1).